# Penelopognat
Penelopognat (Penelopognathus weishampeli) – roślinożerny dinozaur z nadrodziny hadrozauroidów (Hadrosauroidea).
Żył w okresie wczesnej kredy (ok. 111-99 mln lat temu) na terenach wschodniej Azji. Długość ciała ok. 6 m, wysokość ok. 2,5 m, masa ok. 1 t. Jego szczątki znaleziono w Chinach (Mongolia Wewnętrzna).